# Annuitet
Annuitet − regularny strumień pieniężny o stałej wartości.
Metoda płatności annuitetowej ma zastosowanie m.in. w sektorze finansowym (np. regularne wpłaty na konto oszczędnościowe, miesięczne spłaty kredytu, pożyczki lub leasingu), ubezpieczeniowym (np. miesięczne płatności z tytułu ubezpieczenia) czy emerytalnym (np. dożywotnie emerytury/renty).
Annuitet trwający w nieskończoność określany jest jako annuitet bezterminowy (bezterminowe prawo do dochodu).